# Kapsolfågel
Kapsolfågel (Cinnyris chalybeus) är en fågel i familjen solfåglar inom ordningen tättingar.

## Utseende och läte
Kapsolfågeln är en liten solfågel. Hanen har ljusgrå buk och ett relativt smalt rött bröstband. Honan är övervägande gråbrun. Sången är snabb och ljus med stigande och fallande toner, medan lätet är ett karakteristiskt kort tvåtonigt "cher-cher". Den enda liknande arten i dess utbredningsområde är sydafrikansk solfågel, men denna är större, med längre och kraftigare näbb, ett mycket bredare bröstband hos hanen och en långsammare sång. 

## Utbredning och systematik
Kapsolfågel delas upp i tre underarter med följande utbredning:
- C. c. subalaris – östra Sydafrika (Östra Kapprovinsen till Limpopo) och Swaziland
- C. c. albilateralis – nordvästra Sydafrika (västra Norra Kapprovinsen)
- C. c. chalybeus – sydligaste Namibia, Swaziland, Lesotho och Sydafrika

Underarten albilateralis inkluderas ofta i nominatformen.

## Status
Arten har ett stort utbredningsområde och beståndet anses stabilt. Internationella naturvårdsunionen IUCN listar den därför som livskraftig (LC).